# 7 Dni Puls Tygodnia
7 Dni Puls Tygodnia – polski tygodnik polityczno-społeczny, zamieszczający głównie przedruki z innych pism, wydawany od 16 września 2013 do 30 marca 2014 roku.
Redaktorzy naczelni:
- Piotr Nisztor (wrzesień 2013 − styczeń 2014)
- Maciej Jankowski (styczeń 2014 − marzec 2014)